# Khomeyn, Khorasan
Khomeyn (persiska: Khommī, خمين) är en ort i Iran.   Den ligger i provinsen Khorasan, i den nordöstra delen av landet, 600 km öster om huvudstaden Teheran. Khomeyn ligger 1 231 meter över havet och antalet invånare är 241.
Terrängen runt Khomeyn är kuperad åt nordväst, men åt sydost är den platt. Terrängen runt Khomeyn sluttar söderut.Runt Khomeyn är det ganska glesbefolkat, med 31 invånare per kvadratkilometer. Närmaste större samhälle är Anābad, 14,6 km sydväst om Khomeyn. Trakten runt Khomeyn är ofruktbar med lite eller ingen växtlighet.